# Duckman
Duckman, eller Duckman: Private Dick/Family Man, är en amerikansk animerad TV-serie som sändes 1994-1997 i USA. Seriens skapare är Everett Peck, som baserade seriens karaktärer på sin serie i Dark Horse Comics. Serien handlar om privatdetektiven Eric Duckman som i 70 avsnitt tillsammans med sin kollega Cornfed Pig får mer eller mindre konstiga uppdrag. Samtidigt lever Duckman som änkling med sina söner och sin frus syster och dennes mor. Cornfed är baserad på Greggery Peccary, karaktär från Frank Zappas låt The Adventures of Greggery Peccary. Serien hade flera kända skådespelare som röst-cameo, bland annat Ben Stiller, Coolio, David Duchovny och Leonard Nimoy. IGN utnämnde serien till den 48:e bästa animerade TV-serien. Ett datorspel i liten upplaga, baserat på serien, vid namn Duckman: The Graphic Adventures of a Private Dick, släpptes år 1997.